# 尾道市立田熊中学校
尾道市立田熊中学校（おのみちしりつ たくまちゅうがっこう 英称:Onomichi Munipical Takuma Junior High Scholl）は、かつて広島県尾道市因島田熊町に存在した公立中学校である。

## 概要
田熊小学校と同様に、因島田熊町を校区としていた。
尾道市立三庄中学校・尾道市立土生中学校との統合に伴い、2010年に閉校。統合先の中学校は2010年4月より尾道市立因島南中学校となった。
当校校舎は後に改修整備され、2018年4月より「因島総合福祉保健センター」（はっさく交流館）として供用開始。

## 沿革
年表より
- 1947年（昭和22年） - 田熊村立田熊中学校創立。
- 1949年（昭和24年） - 町制施行により田熊町立田熊中学校と改称。
- 1951年（昭和26年） - 校歌制定（作詞：葛原しげる、作曲：小松耕輔）
- 1953年（昭和28年） - 市町村合併に伴い因島市立田熊中学校に改称。
- 2006年（平成18年） - 尾道市への編入に伴い尾道市立田熊中学校に改称。
- 2010年（平成22年）
  - 3月28日 - 閉校式を挙行。
  - 3月31日 - 統合による閉校。